# 加藤綾 (歌手・モデル)
加藤 綾（かとう あや、1981年6月9日 - ）は、日本の歌手、モデル。

## 経歴

### 歌手
15歳から声楽を始め、鈴木昭子、持田篤に師事。東京音楽大学音楽学部声楽学科卒業後、同大学付属研究科声楽専攻修了。2002年東京国際芸術協会主催第11回日本クラシック音楽コンクール新人賞受賞、同年パラオ国際親善大使ロイヤルプリンセス（ミスパラオ）として、同国独立記念式典にて日本歌曲を披露。2003年ミス日本準グランプリ受賞。フジテレビブログタイプ、ゼリア新薬工業「ももの味」「りんごの味」など、番組・CMへの出演歴がある。2014年東京モーターショー、大阪モーターショー等、名古屋、福岡、仙台など日本各地のモーターショーにソプラノ歌手として出演、2015年には、バンコクモーターショーのソプラノディーバとしてソロ歌唱を務める。同年、森亜紀作曲展にて日本初演となる「散る花びらは櫻への思ひ」を歌唱。その他、会津鶴ヶ城での日本歌曲ジョイントコンサート開催など、アクトアーティストとしての活動歴がある。

### モデル
2006年～2007年シュートボクシングイメージガール、オフィシャルディーバ、ラウンドガール を務める。2007JRAイメージガールを担当。また、2006マーチカップレディ、東京モーターショー2009・東京オートサロン2011、等のイベントに出演。さらに、週間SPA、カーセンサー等への掲載、ショーモデル・イベントモデルといったモデル、レースクイーンなどの活動歴がある。

## 人物
福島県会津若松市出身。幼少期より音楽に親しみ、声楽以外では、ピアノ、琴を嗜む。ピアノは山崎由紀子に師事。高校は福島県立会津女子高校。身長164cm。スリーサイズはバスト82cm・ウエスト59cm・ヒップ83cm。靴のサイズは24cm。資格は中学・高校の教員免許等を取得している。

## 所属・活動名
オスカープロモーションからネットアージュへ移籍の際、同姓同名が所属していたため、本名の加藤綾子から加藤綾に改名。2020年6月現在、ネットアージュに所属。

## 出演

### テレビ
- ブログタイプ　フジテレビ
- SMAP×SMAP　フジテレビ
- 笑っていいとも!　フジテレビ
- パラオランド　SATV
- うちのわんこ　BSフジ
- モデルにきいたきれいの秘訣　BS

### 雑誌
- 週間SPA　扶桑社
- カーセンサー　リクルート
- GALS PARADISE　三栄書房
- 掘り出しパーツ　アポロ出版
- SOUP　インデックスマガジン

## 関連リンク
- NET-AGE ネットアージュ
  - 加藤綾 プロフィール
- オスカープロモーション
- Facebook
- オフィシャルブログ